# Желіслав (Любуське воєводство)
Желіслав (пол. Żelisław, нім. Silber) — село в Польщі, у гміні Маломиці Жаґанського повіту Любуського воєводства.
Населення — 177 осіб (2011).
У 1975-1998 роках село належало до Зеленогурського воєводства.

## Демографія
Демографічна структура станом на 31 березня 2011 року:
|          | Загалом | Допрацездатний вік | Працездатний вік | Постпрацездатний вік |
| -------- | ------- | ------------------ | ---------------- | -------------------- |
| Чоловіки | 96      | 13                 | 74               | 9                    |
| Жінки    | 81      | 19                 | 48               | 14                   |
| Разом    | 177     | 32                 | 122              | 23                   |